# Симонида Палеологина
Симонида Палеологина (1294 – 1340) е византийска принцеса и сръбска кралица, четвърта съпруга на крал Стефан II Милутин.

## Произход
Симонида е родена в Константинопол, Византия, през 1294 г. Тя е дъщеря на византийския император Андроник II Палеолог и Ирина Монфератска. По бащина линия Симонида е внучка на византийкия император Михаил VIII Палеолог, който през 1261 г. успява да отвоюва обратно Константинопол от латините и така възстановява Византийската империя. По майчина линия е внучка на Гилермо VII ди Алерамичи, маркиз на Монтферат, и Беатрис Кастилска, дъщеря на Алфонсо X Астролога, крал на Кастилия, Леон и Галисия. По този начин кралицата на Сърбия се явява потомка на бележитата Елеонор Аквитанска.
За името на Симонида има легенда, тъй като тя не получава нито едно от обичайните за императорската фамилия женски имена. Твърди се, че когато дошъл моментът на раждането ѝ, майка ѝ накарала една от придворните си дами да запали свещ на всеки един от апостолите. Последната изгоряла свещ била тази на свети Петър, който бил известен също и с името Симон.

## Годеж за сръбския крал
През 1297 г. между Византия и Сръбското кралство започват преговори за сключване на мирен договор, който да прекрати продължаващата повече от двадесет години война между двете страни. По време на преговорите Византия се съгласява да признае за сръбски владения всички територии в Македония и Албания на север от линията Круя-Охрид-Прилеп-Велес, които сръбският крал Стефан II Милутин успява да завладее до 1284 г., а Сръбското кралство – да върне всички земи на юг от тази граница. Освен това договорът трябвало да бъде скрепен с династичен брак, който да сроди владетелските семейства на двете страни и да се превърне в гаранция за вечен мир.
Андроник II Палеолог предлага на Стефан II Милутин ръката на сестра си Евдокия Палеологина, вдовицата на трапезундския император Йоан II (1280 – 1297). Евдокия обаче категорично отказва да се омъжи повторно и да живее в една варварска страна. Отказът ѝ поставя Андроник II в неудобна ситуация, тъй като не можел да изпълни условието, което лично крал Стефан II Милутин поставя, за да прекрати войната. Така императорът е принуден да предложи за съпруга на Стефан Милутин дъщеря си Симонида, която по това време е едва на пет години. Стефан II Милутин приема предложението, което доказва, че бракът за него има само политически характер – ставайки зет на византийския император, сръбският крал престава да бъде просто един узурпатор на ромейски територии.
Срещу условията на договора категорично се обявява Вселенската патриаршия и сръбският църковен клир, които отказват да благословят брака между крал Стефан II Милутин и Симонида Палеологина. Според църковните канони петгодишната византийска принцеса е още дете и няма право да встъпва в брак, особено с тридесет години по-възрастен от нея мъж, което според Православната църква е равностойно на блудство, а и Стефан II Милутин вече има три предходни брака, а две от съпругите му били все още живи.
В започналите преговори с Цариградската патриаршия, която единствена има право да се произнесе по този сложен казус, отчаяният Андроник, в опитите си да уреди мира със сръбския крал, използвайки уменията си в риториката, теологията и философията, се заема лично да убеди патриарха да признае брака. В личните си разговори с патриарх Йоан XII императорът изтъква, че „единственият родител на василевса е законът, и единствените му деца били неговите ромейски поданици“, за чието добруване той бил длъжен да бди. Така през 1299 г. се стига до споразумение: бракът на Милутин с Анна Тертер е обявен за невалиден, тъй като бил сключен, докато Елена Дукаина все още била жива, а тъй като към момента на преговорите тесалийската принцеса вече била покойница, Симонида можела да встъпи в каноничен брак с Милутин, но при условие, че двамата бъдещи съпрузи консумират брака си едва след съзряването на принцесата, което според средновековните разбирания ще стане, когато тя навърши 12 години. Така е премахната единствената по-сериозна пречка пред мирния договор между двете страни. Той е подписан през април 1299 г., след което още през същата година малката Симонида е изпратена в новата си родина, където е венчана за сръбския крал Стефан II Милутин и е обявена за нова кралица на Сърбия. Самото венчание е извършено от охридския архиепископ Макарий, а не от представител на Цариградската църква.

## Сръбска кралица
След 1306 г., когато изтекъл поставеният на Стефан II Милутин срок за въздържание от интимни контакти с новата му съпруга, става ясно, че Симонида не може да има деца. Не е известна обаче причината за безплодието на кралицата: дали то се дължи на вроден недъг или нещо го е причинило. Според Никифор Григора Стефан II Милутин не е могъл да се въздържа и около 1302 г. консумирал брака си с осемгодишната Симонида. Това според Никифор Григора нанася травма на младото момиче и я обрекло на безплодие. Съвременните историци обаче се съмняват в достоверността на думите на Григора, като подчертават неговото негативно отношение към сръбския крал.
Съществуват обаче исторически податки, че отношенията между Симонида и съпруга ѝ не са гладки. През 1317 г. умира византийската императрица Ирина Монфератска, майката на Симонида Палеологина. Стефан II Милутин позволява на съпругата си да замине за Солун, където Симонида организира пренасянето на останките на Ирина до Константинопол. Така сръбската кралица пристига във византийската столица, където присъства на погребението на майка си в манастира „Христос Пантократор“ и получава част от богатото ѝ наследство. Никифор Григора разказва, че Симонида се задържа прекалено дълго в Константинопол, поради което Стефан II Милутин изпраща посолство до Андроник II Палеолог, с което заплашва императора с война, ако Симонида не му бъде върната обратно. Така Андроник II принуждава дъщеря си да потегли обратно за Сръбското кралство. Страхувайки се от гнева на съпруга си, Симонида планира да постъпи в манастир и така да се спаси от съвместния си живот със Стефан II Милутин. На път към сръбските владения свитата на сръбската кралица достига до Сяр, където и пренощува. На следващата сутрин, облечена в монашески дрехи, Симонида се явява пред сръбските пратеници, които трябвало да я съпроводят до Сръбското кралство. Този път скандалът е предотвратен от брата на кралицата, деспот Константин Палеолог, който разкъсал монашеските дрехи на сестра си, наредил да я облекат в светски одежди и въпреки сълзите и молбите ѝ я предава на сърбите. Така Симонида е върната обратно на съпруга си.

## Завръщане във Византия и последни години
Крал Стефан II Милутин умира на 29 октомври 1321 г. Към края на годината овдовялата Симонида се завръща в Цариград, където уведомява баща си за промените в Сръбското кралство. Когато през 1324 г. сръбската православна църква канонизира Стефан II Милутин за светец, Симонида изпраща от Цариград скъпоценно кандило и златен покров за гроба на покойния си съпруг. Скоро след това бившата сръбска кралица се замонашва в манастира „Св. Андрей“ в Константинопол.
След замонашването си Симонида продължава да живее в императорския дворец. Никифор Григора споменава, че тя е едно от най-доверените лица на баща си Андроник II по време на гражданската война между него и внука му Андроник III Палеолог. Около себе си Симонида събира множество „лъжепророци и чревоугодници“, които убеждават нея и Андроник II, че войната ще приключи с победа за стария император. Андроник II обаче губи гражданската война и е принуден да се замонаши. Той умира на 13 февруари 1332 г., а неотлъчно до него на смъртния му одър е и Симонида.
За последен път тя се споменава през 1336 г., когато присъства на събора, свикан да осъди знатните аристократи – съзаклятници в бунта срещу племенника ѝ Андроник III Палеолог. Предполага се, че Симонида Палеологина умира през 1340 г.

## За нея
Кралица Симонида е известна с красотата си. Нейното изображение в манастира Грачаница е един от най-известните образци на сръбската средновековна живопис, въпреки че фреската е силно повредена.
На Симонида Палеологина сръбският поет Милан Ракич посвещава една от своите поеми – „Симонида“, а драматургът Милутин Боич пише за нея психологическа драма, наречена Kraljeva Jesen (Кралска Есен).
През 1938 г. сръбският астроном Милорад Протич открива астероид, наречен от него 1675 Симонида в чест на Симонида Палеологина.